# So ein Affentheater (Film)
So ein Affentheater ist eine deutsche Filmkomödie aus dem Jahre 1953 von Erik Ode mit Joachim Brennecke und Josefin Kipper in den Hauptrollen.

## Handlung
Der in einer bescheidenen, kleinen Familienpension untergekommene Stefan Popp hat als stellungsloser Chemiker nicht allzu viel zu tun und treibt so manchen seiner Mitbewohner mit seinen skurrilen Experimenten und Erfindungen zur Verzweiflung. Einzig die hübsche, junge Kosmetikerin Sabine Keller, die es ihm sehr angetan hat, zeigt Verständnis für den ungewöhnlichen jungen Mann. Eines Tages wird das Leben in diesem Mikrokosmos noch turbulenter, als Stefan von seinem Onkel, einem Zirkusdirektor, einen Schimpansen erbt, der in die Pension einzieht. Erwartungsgemäß sorgt der Affe prompt für zahllose Zwischenfälle und ein gehöriges Durcheinander. Der Unfug, den er anstellt, wirbelt zwar aller Leben auf und führt schließlich sogar zu einer wilden Verfolgungsjagd im ortsansässigen Schauspielhaus, sorgt aber schließlich auch dafür, dass sich Stefan und Sabine finden und als Liebespaar vor den Traualtar treten können.

## Produktionsnotizen
So ein Affentheater entstand im Frühling 1953 im Atelier Berlin-Tempelhof sowie in Berlin und Umgebung und wurde am 7. August 1953 in Frankfurt am Main uraufgeführt. Die Berliner Premiere fand am 3. August 1954 statt.
Alfred Bittins übernahm die Produktionsleitung, Hans Luigi entwarf die Filmbauten.
Es singt das Cornell-Trio.

## Kritik
Im Lexikon des Internationalen Films heißt es knapp: „Sehr anspruchloser Filmschwank.“